# Alfonso Araújo Cotes
Alfonso Araújo Cotes (La Paz, Magdalena Grande,  2 de septiembre de 1924-Valledupar,	19 de abril de 2023) fue un abogado y político colombiano, exgobernador del departamento del Cesar en dos ocasiones, diplomático, congresista y militante del Partido Liberal Colombiano.
Fue miembro del Movimiento Revolucionario Liberal (MRL) que llevó a sus amigos Alfonso López Michelsen a la presidencia de Colombia y Edgardo Pupo Pupo, a la gobernación del Cesar.
También ha sido dirigente gremial; Director del Instituto de Fomento Municipal (Insfopal) y Presidente de la Asociación de Ovinocultores del Cesar (Ovicer).

## Familia
Araújo Cotes es descendiente de Pedro Araújo.
Contrajo matrimonio con Leonor Baute Céspedes, fundadora del Instituto Departamental de Rehabilitación y Educación Especial del Cesar (IDREEC). Araújo Cotes vivió en la casa del exgobernador del Cesar (1977-1978) Guillermo Baute Pavajeau y Carlota Uhía Morón. La casa de Carlota en Valledupar fue punto de encuentro de integrantes del MRL que llevó a Alfonso López Michelsen a la presidencia.
De esta unión nacieron Alfonso José Francisco, María Fernanda, Josefina Leonor y Carmen Rosa Araújo Baute. Josefina contrajo matrimonio con Álvaro Pupo Castro, hermano del exalcalde de Valledupar, Ciro Pupo Castro y primo hermano del paramilitar de las AUC Rodrigo Tovar Pupo, alias 'Jorge 40'. Carmen Rosa contrajo matrimonio con Ulises Malkún Bernades, un narcotraficante con nexos paramilitares.
Josefina fue Directora de Etnias Ministerio del Interior y de Justicia en el departamento del Magdalena, durante la presidencia de Álvaro Uribe Vélez. Josefina renunció a su cargo tras la captura de su esposo por nexos con paramilitares de las AUC y el director del DAS, Jorge Noguera.
Su casa en el barrio Novalito de Valledupar es de las más amplias y reconocidas en la ciudad y colinda con la del exgobernador del Cesar, Lucas Gnecco Cerchar.

## Estudios
Araújo Cotes estudió derecho en la Universidad Nacional de Colombia, teniendo como profesor a Alfonso López Pumarejo, en la cátedra de Introducción al Derecho.

## Trayectoria

### Representante a la Cámara por el Magdalena
En 1962, el representante Araújo Cotes, radicó un proyecto de ley para establecer la creación del departamento del Cesar secesionándose del departamento del Magdalena, pero el proyecto incluía la región de Riohacha para darle salida al mar al nuevo departamento. La iniciativa no prosperó en plenaria y el proyecto desapareció del Congreso. Paralelamente, el senador del Magdalena, el samario José Ignacio Vives radicó el proyecto para separar al departamento de La Guajira del departamento del Magdalena (Magdalena Grande), quedando la región del Cesar ligada al Magdalena por 15 años más.

### Creación del departamento del Cesar
Araújo Cotes fue partícipe de la creación del departamento del Cesar, la cual se consolidó finalmente el 21 de diciembre de 1967. Araújo hizo parte de la junta administradora de la fundación del departamento del Cesar.

### Gobernador del Cesar (1968-1970)
Araújo Cotes fue nombrado gobernador del departamento del Cesar, en reemplazo del gobernador encargado Luis Roberto García, ejerciendo el cargo entre el 21 de septiembre de 1968 y el 21 de agosto de 1970. Fue gobernador en representación del Partido Liberal. Fue remplazado por José Antonio Murgas.

#### Gabinete
El gabinete de Araújo Cotes en la gobernación estuvo conformado por:
- Secretario de Gobierno: Luis Rodríguez Valera
- Secretario de Desarrollo: Jesús Alejando Durán
- Jefe de Oficina Administrativa: Adalberto Ovalle Muñoz
- Jefe de Planeación: Francisco Ramos Pereira
- Jefe de Oficina Jurídica: Jorge Eliécer Rincón
- Secretario Privado: Pedro García Díaz

### Gobernador del Cesar (1975-1977)
Araújo Cotes fue nombrado por segunda ocasión como gobernador del Cesar, en reemplazo de Ernesto Palencia Caratt. Estuvo en el cargo entre el 7 de junio de 1975 y el 30 de agosto de 1977. Fue remplazado por Armando Barros Baquero.

### Apoyos políticos
En las primeras elecciones democráticas para alcalde de Valledupar,  Araújo Cotes y José Guillermo Castro del partido liberal, apoyaron la candidatura de Guillermo Castro Daza y criticaron fuertemente la adhesión de sus copartidarios liberales Aníbal Martínez Zuleta, Crispín Villazón De Armas, José Antonio Murgas y Edgardo Pupo Pupo, a la campaña de un candidato conservador Rodolfo Campo Soto.

### Embajador de Colombia en Panamá (1991)
El 24 de agosto de 1991 Araújo Cotes fue nombrado por el presidente César Gaviria como Embajador de Colombia en Panamá, en reemplazo de José Jattin. Se mantuvo en el cargo y sirvió durante la siguiente administración del presidente Ernesto Samper. Su amigo y copartidario Edgardo Pupo Pupo fue nombrado cónsul de Colombia en la ciudad de Colón, Panamá.
Entre las gestiones de Araújo Cotes como embajador en Panamá estuvo la visita oficial del presidente Gaviria a Panamá el 11 de marzo de 1992. Gaviria fue el primer mandatario extranjero en visitar al presidente Guillermo Endara Galimany, recién instalado tras el derrocamiento de Manuel Noriega en la invasión estadounidense en diciembre de 1989. Gaviría firmó una declaración conjunta con Endara y asistió a la inauguración de la exposición comercial Expocomer '92 en el Centro de Convenciones Atlántico Pacífico (Atlapa).
Junto al embajador Araújo Cotes y la comitiva del presidente Gaviria estuvieron el viceministro de Relaciones Exteriores, Andrés González; el presidente del Banco de Comercio Exterior, Carlos Caballero; el Consejero de Asuntos Internacionales de la Presidencia, Gabriel Silva.
El 3 de julio de 1992, Araújo intercedió por Colombia ante Panamá en el caso del excoronel panameño Edgardo López Grimaldo, aliado del General Noriega y que se encontraba prófugo en Ipiales, Colombia, donde fue capturado y pedido en extradición por el gobierno panameño.
Entre el 20 y 21 de mayo de 1994, Araújo participó en la V Reunión de la Comisión Colombo-Panameña de Buena Vecindad, celebrada en la Isla Contadora.
Entre el 10 y 12 de mayo de 1996, Araújo Cotes intercedió ante Panamá las protestas que surgieron en algunos sectores políticos de Colombia ante los movimientos de tropas estadounidenses y panameñas cerca a la Frontera entre Colombia y Panamá, en la Región del Darién. Panamá por su parte, protestó ante Colombia la falta de controles en la frontera y que se le dificultaba controlar el tráfico de drogas y el ingreso de presuntos guerrilleros colombianos a Panamá.

"Esa es una región que tiene unos problemas peculiares, es una amplia zona selvática en la que penetran con frecuencia, y está reconocido, las FARC y los elenos' (Ejército de Liberación Nacional) por la dificultad que tiene el gobierno de Panamá de atender con suficientes policías la zona". - Araújo Cotes

El 26 de noviembre de 1996, Araújo Cotes defendió los intereses de Colombia ante acusaciones en Panamá que afirmaban que desde Colombia se originaba la fiebre aftosa en el ganado panameño. Araújo desmintió dichas afirmaciones, en acuerdo con el ministro de Desarrollo Agropecuario de Panamá, Carlos Sousa Lennox.
Durante su estancia en Panamá, Araújo Cotes fue impulsor de emisoras que reproducían música vallenata, siguiendo el legado que inició el excónsul de Colombia en Colón, Panamá, el compositor Rafael Escalona en 1974.

### Apoyo político en elecciones 2015
Araújo Cotes apoyó la candidatura a la alcaldía de Valledupar de Sergio Araújo Castro, candidato del Centro Democrático.

## Honores
Lugares bautizados en su honor:
- La Institución Educativa Alfonso Araújo Cotes en Valledupar.
- La Escuela 'Alfonso Araújo Cotes' del barrio Jorge Eliécer Gaitán de La Paz, Cesar.
- La Concentración Escolar Alfonso Araújo Cotes en el municipio de Pelaya, Cesar.
- La Sala de Exposición Alfonso Araújo Cotes – Casa de la Cultura de Valledupar Calle 16.ª N.° 6-03.[27]